# Industry Standard
Industry Standard è il sesto album in studio della band fusion statunitense Dixie Dregs, pubblicato nel 1982 dalla Arista Records.

## Storia
Questo è stato il secondo di due album pubblicati con il soprannome di The Dregs, ed è il loro unico album con la voce (di Alex Ligertwood dei Santana e Patrick Simmons dei The Doobie Brothers su un binario ciascuno); ha anche ottenuto al gruppo la quarta nomination ai Grammy. Ligertwood ha cantato in "Crank It Up", mentre Simmons ha cantato e co-scritto "Ridin' High". Industry Standard è stato anche l'ultimo album dei Dixie Dregs prima del loro scioglimento nel 1983 e l'ultimo per 12 anni fino all'uscita di Full Circle nel 1994. 

## Tracce
Musiche di Steve Morse.
Lato A
1. Assembly Line – 4:25
2. Crank It Up – 3:25
3. Chips Ahoy – 3:39
4. Bloodsucking Leeches – 3:59

Lato B
1. Up in the Air – 2:27
2. Ridin High – 4:01
3. Where's Dixie? – 3:57
4. Conversation Piece – 6:12
5. Vitamin Q – 5:33

## Formazione
- Steve Morse – chitarra
- T Lavitz – tastiere
- Mark O'Connor – violino
- Andy West – basso
- Rod Morgenstein – batteria